# Juan Ramón Masoliver
Juan Ramón Masoliver Martínez de Oria  (Zaragoza, 13 de marzo de 1910 - Barcelona, 7 de abril de 1997) fue un periodista, crítico, ensayista y traductor español. En 1989 se le concedió el Premio Nacional a la Obra de un Traductor, creado ese mismo año.

## Biografía
Hijo de una familia acomodada —su padre era ingeniero— que dejó Zaragoza para trasladarse a Barcelona cuando apenas tenía cuatro años de edad. En la Ciudad Condal cursó estudios de Derecho y Filosofía y Letras. En 1929 fue (con Carlos Clavería Lizana, Pere Grases i González y Guillermo Díaz Plaja) uno de los fundadores de la revista Hélix, una publicación vanguardista con un variado y variopinto abanico de firmas (Ernesto Giménez Caballero, Ramón Gómez de la Serna, Ramiro Ledesma Ramos o su primo Luis Buñuel, y considerada introductora del surrealismo en Cataluña.  
Se inició en el periodismo en la Italia musoliniana a partir de 1932 como corresponsal de El Sol y La Vanguardia, y mientras trabajaba como lector en la Universidad de Génova. Su amistad con Buñuel y Dalí le llevaría a París donde, además de tomar contacto con personajes como James Joyce, le permitió colaborar con Ezra Pound. En ese periodo se afilió a Falange Española, colaborando con el escritor y periodista Luys Santa Marina en la revista Azor. 
Vivió el inicio de la guerra civil española en julio de 1936 en Barcelona, pero pronto se trasladó a Burgos, participando en la Delegación de Prensa y Propaganda durante la guerra, órgano dirigido por Dionisio Ridruejo (ambos, posteriormente, se distanciaron del régimen franquista). Colaboró en la revista Destino (en la que dirigió "Entregas de poesía" y de la que acabaría siendo uno de sus editores). En 1939, regresó a Barcelona, donde ejerció de jefe de Propaganda durante un año escaso. En este periodo lanzó la colección Poesía en la mano de más de treinta volúmenes en los que se publicaron autores españoles y extranjeros (en edición bilingüe) y se tradujeron por primera vez al español a François Villon y Robert Burns. En 1940, cansado de la burocracia franquista, marcha a Roma como corresponsal y redactor literario del diario La Vanguardia, donde llegó a cubrir durante la Segunda Guerra Mundial parte de los conflictos en Jordania y Los Balcanes. Concluida también la gran guerra europea, se instaló en Italia, con la intención de llegar a jubilarse allí como director de la Academia de España en Roma, pero en 1953 regresó a España. A partir de ese momento, Masoliver se convierte en un "ermitaño de la cultura", retirado en la villa familiar de 'Vallençana' en el municipio de Moncada y Reixach, al norte de Barcelona, hogar en el que llegó a reunir más de 15 000 volúmenes, un fondo personal de alto valor bibliográfico que, tras su muerte, fue depositado y se conserva en el Archivo Nacional de Cataluña.
Se le ha considerado inspirador y motor de los Premios de la Crítica. También participó en la creación de la Asociación Internacional de Crítica Literaria de la UNESCO, sección del organismo internacional, y su división española de la que acabó como presidente honorario. Su trabajo como traductor de autores italianos como Guido Cavalcanti o Carlo Emilio Gadda, le valió ser reconocido en la primera edición del Premio Nacional a la Obra de un Traductor, en 1989.
Tras la intervención quirúrgica de un tumor intestinal que le produjo una peritonitis, falleció por infarto a los 87 años de edad.

## Obra
- Las trescientas. Ocho Siglos de lírica castellana (1941);
- Guía de Roma e itinerarios de Italia (1950);
- Presentación de James Joyce (1981);
- Antología poética de Ausias March (1981);
- Perfil de sombras (1994)